# Jessica Mink
Jessica Mink (Elgin, Illinois, febrero de 1951) es una desarrolladora de software y documentalista de datos estadounidense que trabaja en el Centro de astrofísica Harvard-Smithsonian. Formó parte del equipo que descubrió los anillos de Urano.

## Trayectoria
Mink nació en Lincoln (Nebraska) en 1951 y se graduó en el instituto Dundee Community High School en 1969. Se licenció en 1973 y, al año siguiente, realizó un máster en Ciencias Planetarias por el Instituto de Tecnología de Massachusetts (MIT). De 1976 a 1979 trabajó en la Universidad Cornell como desarrolladora de software astronómico.
Durante esta época, formó parte del equipo que descubrió los anillos alrededor de Urano. Dentro del equipo, fue responsable del software de cálculo y análisis de datos. Después de trabajar en Cornell, volvió al MIT, donde realizó trabajos que contribuyeron al descubrimiento de los anillos de Neptuno. Ha escrito varios programas informáticos de uso común en astrofísica, como WCSTools y RVSAO.
A pesar de no tener un doctorado, es miembro de la Sociedad Astronómica Estadounidense y de la Unión Astronómica Internacional.
Mink es transexual y salió del armario públicamente en 2011, con 60 años. Desde entonces ha hablado sobre sus experiencias de transición. También apareció en dos artículos sobre las experiencias de la transición en un entorno profesional. Fue coorganizadora de la conferencia 2015 Inclusive Astronomy en la Universidad Vanderbilt.